# Tjekkoslovakiet ved OL
Tjekkoslovakiet deltog første gang i olympiske lege under Sommer-OL 1920 i Antwerpen og sidste gang under Sommer-OL 1992 i Barcelona. De deltog i næsten alle sommer- og vinterlege i perioden, undtaget Sommer-OL 1984 i Los Angeles, som de boykottede. Tidligere deltog udøvere fra Tjekkiet som en del af Bøhmen (1900–1912), mens udøvere fra Slovakiet deltog som en del af Ungarn. Bøhmen blev en del af Tjekkoslovakiet efter første verdenskrig. Efter at Tjekkoslovakiet blev opløst i 1993, har Tjekkiet og Slovakiet deltaget som selvstændige lande, mens udøvere fra det tidligere Bøhmen deltager som en del af Tjekkiet.

## Medaljeoversigt
| Tjekkoslovakiets medaljer under de olympiske sommerlege | Tjekkoslovakiets medaljer under de olympiske sommerlege | Tjekkoslovakiets medaljer under de olympiske sommerlege | Tjekkoslovakiets medaljer under de olympiske sommerlege | Tjekkoslovakiets medaljer under de olympiske sommerlege | Tjekkoslovakiets medaljer under de olympiske sommerlege |                             | Tjekkoslovakiets medaljer under de olympiske vinterlege | Tjekkoslovakiets medaljer under de olympiske vinterlege | Tjekkoslovakiets medaljer under de olympiske vinterlege | Tjekkoslovakiets medaljer under de olympiske vinterlege | Tjekkoslovakiets medaljer under de olympiske vinterlege | Tjekkoslovakiets medaljer under de olympiske vinterlege |
| Lege                                                    | Guld                                                    | Sølv                                                    | Bronze                                                  | Totalt                                                  | Rang                                                    | Lege                        | Guld                                                    | Sølv                                                    | Bronze                                                  | Totalt                                                  | Rang                                                    |                                                         |
| 1920 Antwerpen                                          | 0                                                       | 0                                                       | 2                                                       | 2                                                       | 21                                                      |                             |                                                         |                                                         |                                                         |                                                         |                                                         |                                                         |
| 1924 Paris                                              | 1                                                       | 4                                                       | 5                                                       | 10                                                      | 15                                                      | 1924 Chamonix               | 0                                                       | 0                                                       | 0                                                       | 0                                                       | –                                                       |                                                         |
| 1928 Amsterdam                                          | 2                                                       | 5                                                       | 2                                                       | 9                                                       | 14                                                      | 1928 St. Moritz             | 0                                                       | 0                                                       | 1                                                       | 1                                                       | 8                                                       |                                                         |
| 1932 Los Angeles                                        | 1                                                       | 2                                                       | 1                                                       | 4                                                       | 17                                                      | 1932 Lake Placid            | 0                                                       | 0                                                       | 0                                                       | 0                                                       | –                                                       |                                                         |
| 1936 Berlin                                             | 3                                                       | 5                                                       | 0                                                       | 8                                                       | 12                                                      | 1936 Garmisch-Partenkirchen | 0                                                       | 0                                                       | 0                                                       | 0                                                       | –                                                       |                                                         |
| 1948 London                                             | 6                                                       | 2                                                       | 3                                                       | 11                                                      | 8                                                       | 1948 St. Moritz             | 0                                                       | 1                                                       | 0                                                       | 1                                                       | 11                                                      |                                                         |
| 1952 Helsingfors                                        | 7                                                       | 3                                                       | 3                                                       | 13                                                      | 6                                                       | 1952 Oslo                   | 0                                                       | 0                                                       | 0                                                       | 0                                                       | –                                                       |                                                         |
| 1956 Melbourne/Stockholm                                | 1                                                       | 4                                                       | 1                                                       | 6                                                       | 18                                                      | 1956 Cortina d'Ampezzo      | 0                                                       | 0                                                       | 0                                                       | 0                                                       | –                                                       |                                                         |
| 1960 Roma                                               | 3                                                       | 2                                                       | 3                                                       | 8                                                       | 10                                                      | 1960 Squaw Valley           | 0                                                       | 1                                                       | 0                                                       | 1                                                       | 13                                                      |                                                         |
| 1964 Tokyo                                              | 5                                                       | 6                                                       | 3                                                       | 14                                                      | 9                                                       | 1964 Innsbruck              | 0                                                       | 0                                                       | 1                                                       | 1                                                       | 14                                                      |                                                         |
| 1968 Mexico by                                          | 7                                                       | 2                                                       | 4                                                       | 13                                                      | 7                                                       | 1968 Grenoble               | 1                                                       | 2                                                       | 1                                                       | 4                                                       | 12                                                      |                                                         |
| 1972 München                                            | 2                                                       | 4                                                       | 2                                                       | 8                                                       | 18                                                      | 1972 Sapporo                | 1                                                       | 0                                                       | 2                                                       | 3                                                       | 12                                                      |                                                         |
| 1976 Montréal                                           | 2                                                       | 2                                                       | 4                                                       | 8                                                       | 17                                                      | 1976 Innsbruck              | 0                                                       | 1                                                       | 0                                                       | 1                                                       | 13                                                      |                                                         |
| 1980 Moskva                                             | 2                                                       | 3                                                       | 9                                                       | 14                                                      | 13                                                      | 1980 Lake Placid            | 0                                                       | 0                                                       | 1                                                       | 1                                                       | 17                                                      |                                                         |
| 1984 Los Angeles                                        | Deltog ikke                                             | Deltog ikke                                             | Deltog ikke                                             | Deltog ikke                                             | Deltog ikke                                             | 1984 Sarajevo               | 0                                                       | 2                                                       | 4                                                       | 6                                                       | 12                                                      |                                                         |
| 1988 Seoul                                              | 3                                                       | 3                                                       | 2                                                       | 8                                                       | 17                                                      | 1988 Calgary                | 0                                                       | 1                                                       | 2                                                       | 3                                                       | 15                                                      |                                                         |
| 1992 Barcelona                                          | 4                                                       | 2                                                       | 1                                                       | 7                                                       | 15                                                      | 1992 Albertville            | 0                                                       | 0                                                       | 3                                                       | 3                                                       | 18                                                      |                                                         |
| Totalt                                                  | 49                                                      | 49                                                      | 45                                                      | 143                                                     |                                                         | Totalt                      | 2                                                       | 8                                                       | 15                                                      | 25                                                      |                                                         |                                                         |